# 1850年2月12日日食
1850年2月12日日食为一次在协调世界时1850年2月12日出現的日環食。該次日食食分為0.9345，食甚維持8分35秒。

## 概述
這次日食的食分是0.9345，環食維持8分35秒。

## 基本參數
- 類型：日環食
- 食甚資料：
  - 日期：1850年2月12日
  - 時間：6時29分37秒
  - 地點：11S 86E
  - 食分：0.9345
  - 日環食持續時間：8分35秒

## 文獻記錄
中國史書《清實錄》記載，「道光三十年庚戌，春正月甲午朔，日食。」經後人推算，西元1850年2月12日中國時區下午16點11分，北京可見食分0.09。

## 外部連結
- NASA日食專頁（页面存档备份，存于）（英文）